# Yarwell
Yarwell es un pueblo y una parroquia civil del distrito de East Northamptonshire, en el condado de Northamptonshire (Inglaterra).

## Demografía
Según el censo de 2001, Yarwell tenía 316 habitantes (157 varones y 159 mujeres). 73 (23,1%) de ellos eran menores de 16 años, 199 (62,97%) tenían entre 16 y 74, y 44 (13,92%) eran mayores de 74. La media de edad era de 40,55 años. De los 243 habitantes de 16 o más años, 43 (17,69%) estaban solteros, 176 (72,43%) casados, y 24 (9,88%) divorciados o viudos. 137 habitantes eran económicamente activos, 134 de ellos (97,81%) empleados y otros 3 (2,19%) desempleados. Había 121 hogares con residentes y 3 eran alojamientos vacacionales o segundas residencias.
| 255                         | 264 | 312 | 369 | 389 | 450 | - | - | 383 | 305 | 250 | 238 | 254 | 248 | - | 438 | 224 |
| (Fuente: Vision of Britain) |     |     |     |     |     |   |   |     |     |     |     |     |     |   |     |     |